# Friedrich Hegenscheidt

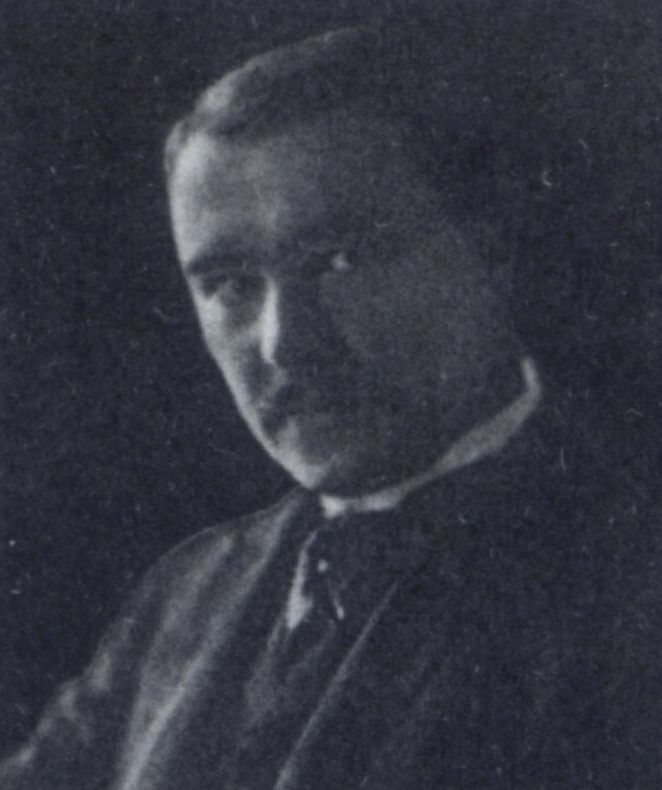
Friedrich Hegenscheidt als Reichstagsabgeordneter 1912

Friedrich Wilhelm Robert Heinrich Hegenscheidt (* 3. November 1870 in Gleiwitz; † 1954) war Jurist, Landrat und Mitglied des Deutschen Reichstags.

## Leben
Hegenscheidt war der jüngste Sohn von Carl August Wilhelm Hegenscheidt. Seine Brüder sind Rudolf Hegenscheidt und Wilhelm Hegenscheidt. Friedrich besuchte das Gymnasium in Pleß und die Universitäten in Heidelberg und Berlin, wo er Rechtswissenschaften studierte. Er war ab 1890 Mitglied des Corps Guestphalia Heidelberg. 1900 wurde er Regierungs-Assessor und 1906 Landrat von Hoyerswerda. Aus dieser Position wurde er am 1. Juli 1919 entlassen. Weiter war er Oberleutnant der Reserve im Husaren-Regiment Graf Goetzen (2.Schles.) Nr. 6 in Leobschütz.
Von 1912 bis 1918 war er Mitglied des Deutschen Reichstags für den Wahlkreis Regierungsbezirk Liegnitz 10 Rothenburg (Oberlausitz), Hoyerswerda und die Deutsche Reichspartei.
Seine Ehefrau wurde Irma Gräfin Bethusy-Huc, Tochter der Schriftstellerin Valeska Gräfin Bethusy-Huc, geb. von Reiswitz und Kaderžin, und des Grafen Eugen Emmo Bethusy-Huc (1842–1926). Sein Schwager Albrecht (Alet) Graf Bethusy-Huc wurde Geheimer Regierungsrat am Reichskolonialamt und Reserveoffizier.
Letzter bekannter Wohnsitz der Familie Hegenscheidt war 1953 der Sählingshof bei Berleburg in Westfalen.